# Crazy Dad
Pour plus de détails, voir Fiche technique et Distribution.
Crazy Dad ou Ça, c'est mon gars au Québec (That's My Boy) est une comédie américaine réalisée par Sean Anders, sortie en juin 2012 aux États-Unis. C'est la trente-et-unième production d'Happy Madison Productions ainsi que la septième en coproduction avec Relativity Media. La distribution du film est assurée par Columbia Pictures, filiale de Sony Pictures Entertainment. Ce film marque le retour de l'acteur Adam Sandler dans le style « Rated R » ou de la comédie pour adulte,.
L'intrigue du film se concentre autour du personnage de Donny Berger. Il se fait connaître dès son adolescence, en ayant une relation passionnée avec sa professeur de mathématique. De cette union naît un garçon que Donny élève, de manière chaotique, jusqu'à sa majorité avant que celui-ci coupe les ponts avec son père. Quelques années plus tard, Donny, ruiné et devant une forte somme d'argent à l'administration fiscale, retrouve son fils, et se rend la veille de son mariage pour tenter de renouer avec lui.
Le film est un échec aussi bien au niveau critique qu'au niveau du public. Sur les soixante-dix millions de dollars ayant servi à la production, les studios n'en récupèrent qu'un peu plus de cinquante-sept millions, entraînant la perte de douze millions de dollars. C'est la sixième fois de l'histoire d'Happy Madison qu'une production n'arrive pas à rembourser le budget de production. De plus, Crazy Dad est nommé dans sept des neuf catégories des Razzie Awards 2013, remportant les distinctions de pire acteur pour Adam Sandler et de pire scénario. Le film se verra aussi décerner le prix du pire film de l'année lors des Houston Film Critics Society Awards 2012.

## Synopsis
Quand il était jeune, Donny Berger fantasmait sur sa prof de math. Étonnamment, cette dernière ne l'a jamais rejeté. Et encore plus étonnant, il l'a mise enceinte. Beaucoup plus tard, Donny devient macho compulsif et un père irresponsable. Il a perdu contact avec sa prof et son garçon. Un jour, Donny va voir son comptable et celui-ci lui annonce qu'il n'a pas payé d'impôts depuis des années, et que s'il ne paye pas, il ira en prison. Prêt à tout pour éviter ce calvaire, il reprend contact avec Todd Peterson, son garçon (son vrai nom est Han Solo Berger), lui qui est à la veille de se marier. Il passe la fin de semaine avec lui. Todd commence peu à peu à lui faire confiance, mais  Donny a une seule idée en tête, demander de l'argent à son fils.

## Fiche technique
- Titre français : Crazy Dad
- Titre original : That's My Boy
- Titre québécois : Ça, c'est mon gars
- Réalisation : Sean Anders
- Scénario : David Caspe
- Casting : Rachel Tenner
- Directeur de la photographie : Brandon Trost
- Musique : 
  - Composition musicale : Rupert Gregson-Williams
  - Musique additionnelle : Tony Clarke et Christopher Willis
  - Superviseurs musicales : Kevin Grady
  - Orchestrateur : Alastair King
- Production :
  - Producteurs : Allen Covert, Jack Giarraputo, Heather Parry et Adam Sandler
  - Producteurs exécutifs : Barry Bernardi, Tim Herlihy (en) et John Morris
- Effets spéciaux :
  - Superviseur des effets visuels : Rocco Passionino
  - Coordinateur des effets visuels : Andrew G. Cox et Sharon Roberts
- Montage : Tom Costain
- Décors : Jennifer M. Gentile
- Sociétés de production : Happy Madison Productions et Relativity Media
- Sociétés de distribution :
  - États-Unis : Columbia Pictures
  - France : Sony Pictures Home Entertainment
- Pays de production :  États-Unis
- Langue originale : anglais
- Genre : Comédie
- Format : Couleurs - 2,35:1 – 35 mm - Dolby Digital / SDDS
- Durée : 116 minutes
- Classification :
  - États-Unis : R (Les mineurs -17 ans et moins- doivent être accompagnés d'un adulte) pour cause de « Contenu à caractère sexuel permanent, nudité, langage vulgaire et consommation de certaines drogues »
  - France : Tous publics[7].
- Date de sortie : 
  - États-Unis : 15 juin 2012
- Date de sortie en vidéo :
  - États-Unis : 16 octobre 2012
- France : 20 mars 2013[7].

Sauf mention contraire, les informations de cette section proviennent de l'Internet Movie Database. 

## Distribution
- Adam Sandler (V. F. : Serge Faliu ; V. Q. : Alain Zouvi) : Donny Berger
- Andy Samberg (V. Q : Gabriel Lessard) : Todd Peterson / Han Solo Berger
- Leighton Meester (V. F. : Laëtitia Godès ; V. Q. : Ariane-Li Simard-Côté) : Jamie
- Milo Ventimiglia (V. F. : Remi Bichet ; V. Q. : Hugolin Chevrette) : Chad
- Meagen Fay (V. F. : Dorothée Jemma ; V. Q. : Johanne Garneau) : Helen
- Will Forte (V. F. : Laurent Morteau ; V. Q. : François Trudel) : Phil
- Nick Swardson (V. F. : Jérôme Pauwels ; V. Q. : Olivier Visentin) : Kenny
- Eva Amurri (V. F. : Edwige Lemoine) : Mary McGarricle jeune
- Susan Sarandon (V. F. : Béatrice Delfe ; V. Q. : Claudine Chatel) : Mary McGarricle
- Rex Ryan (V. F. : Paul Borne) : Jim Nance
- Dan Patrick (V. F. : Edgar Givry) : Randall Morgan
- James Caan (V. F. : Bernard Tiphaine ; V. Q. : Jean-Marie Moncelet) : le père McNally
- Tony Orlando (V. Q. : Stéphane Rivard) : Steve Spirou
- Blake Clark (V. Q. : Denis Gravereaux) : Gerald
- Luenell : Champale
- Ciara : Brie
- Rebecca Marshall : Kelly
- Peggy Stewart : grand-mère Delores
- Vanilla Ice (V. F. : Emmanuel Curtil ; V. Q. : Paul Sarrasin) : lui-même

Source et légende : Version française (V. F.) sur AlloDoublage et Version québécoise (V. Q.) sur Doublage Québec.